# Phragmatobia kolari
Phragmatobia kolari là một loài bướm đêm thuộc phân họ Arctiinae, họ Erebidae.